# La Roche-Guyon
La Roche-Guyon là một xã ở tỉnh Val-d’Oise, thuộc vùng Île-de-France ở miền bắc nước Pháp.